# Conistra castaneofasciata
Conistra castaneofasciata là một loài bướm đêm trong họ Noctuidae.